# Labena sericea
Labena sericea là một loài tò vò trong họ Ichneumonidae.